# Ononis aragonensis
Ononis aragonensis är en ärtväxtart som beskrevs av Ignacio Jordán de Asso y del Rio. Ononis aragonensis ingår i släktet puktörnen, och familjen ärtväxter. Inga underarter finns listade i Catalogue of Life.